# 文化路 (嘉義市)
文化路（英語：Wenhua Rd.）是中華民國（臺灣）嘉義市南北向的重要道路之一，大致上為嘉義市東區及西區兩區的分界線。南接垂楊路；北以牛稠溪為界，接嘉義縣民雄鄉。

## 行經行政區域
（由南到北）
- 西區（垂楊路－台鐵縱貫線南段之西側、台鐵縱貫線南段－嘉義縣市界）
- 東區（垂楊路－台鐵縱貫線南段之東側）

## 車道配置
（由南到北）
- 垂楊路－興達路、博愛路一段與博愛陸橋：雙向各一車道
- 興達路、博愛路一段與博愛陸橋－嘉義縣市界：雙向各一車道，並各設有一機慢車道

## 本路段客運
（由南到北）

### 嘉義市公車
| 路線編號   | 行先                            | 收費方式   | 乘車站名                           |
| ---------- | ------------------------------- | ---------- | ---------------------------------- |
| 光林我嘉線 | 港坪公園－蘭潭                  | 一段票收費 | 秀泰影城、文化文華街口、北香湖公園 |
| 樂活1路    | 紅瓦里(1)全家超商－林森盧義路口 | 一段票收費 | 中央廣場                           |
| 樂活1-1路  | 紅瓦里(1)全家超商－東洋新村     | 一段票收費 | 中央廣場                           |
| 樂活2路    | 竹村里活動中心－五港宮          | 一段票收費 | 中央廣場                           |
| 趣淘3路    | 奉天宮－東洋新村                | 一段票收費 | 世賢文化路口、奉天宮               |

## 沿線設施

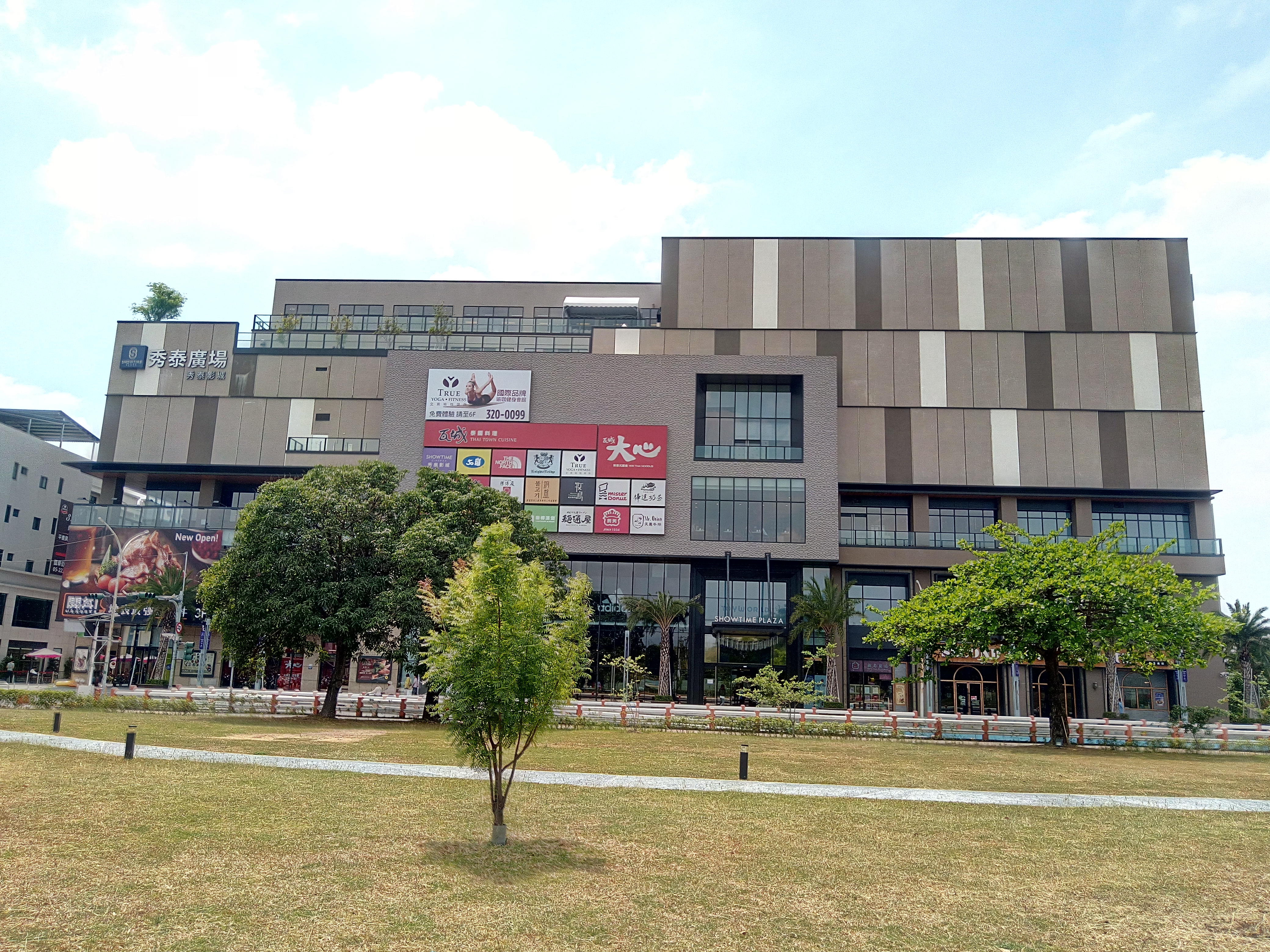
嘉義秀泰廣場

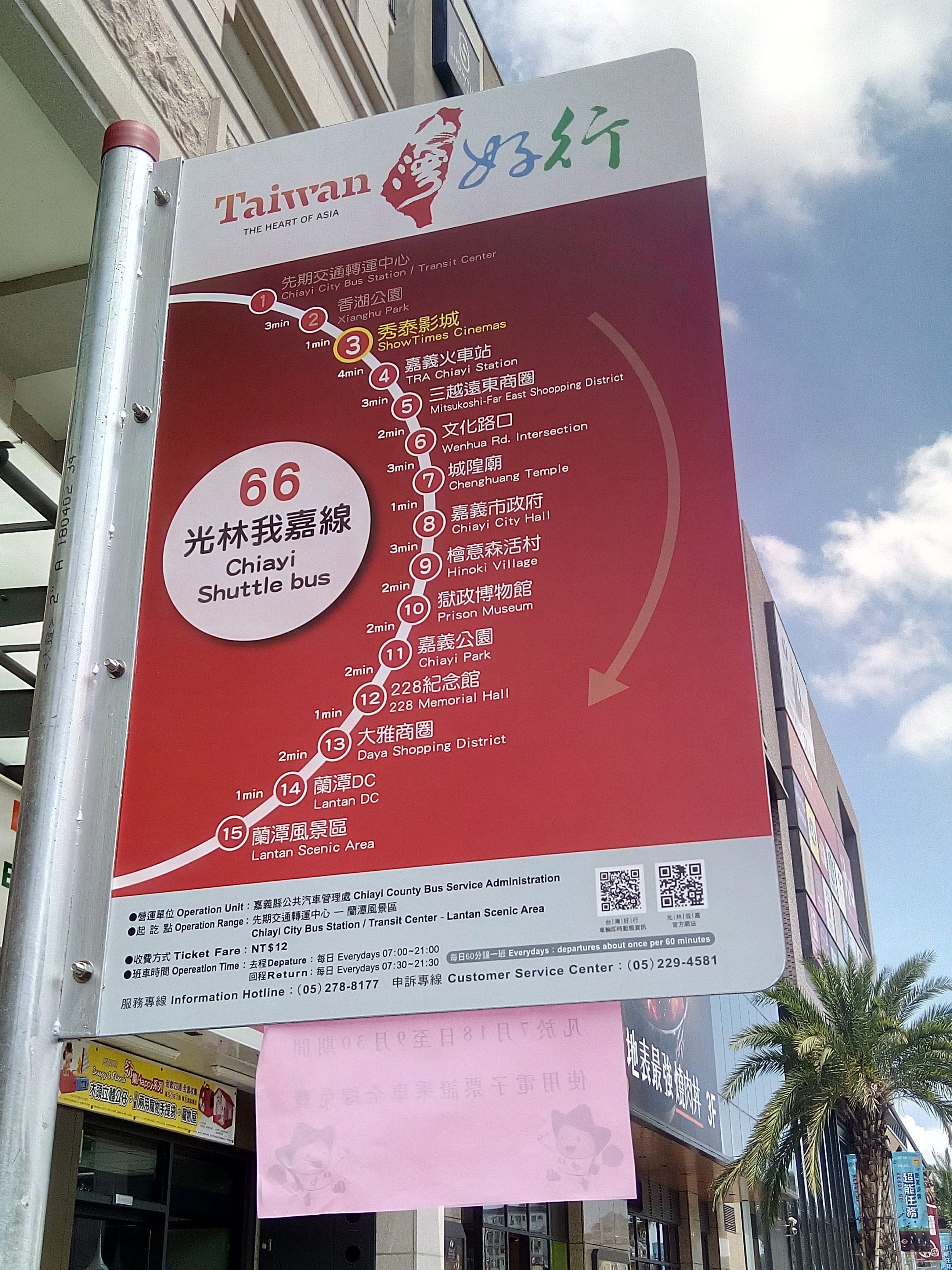
嘉義秀泰廣場站牌

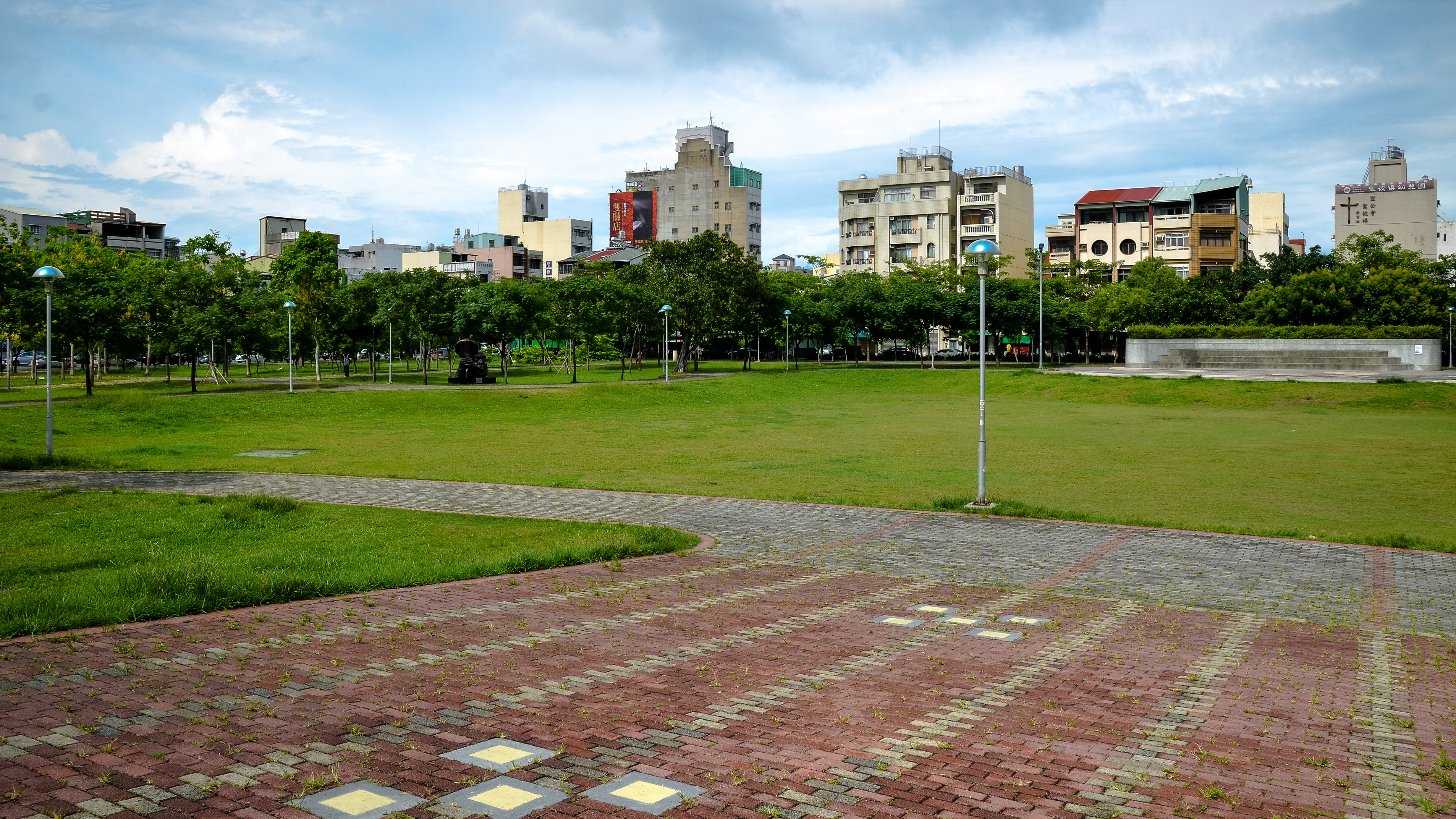
嘉義市文化公園

（由南到北）
- 嘉義市文化公園[]
- 文化路觀光夜市
- 中央七彩噴水池
- 嘉義市第三信用合作社總社營業部（85號）
- 中央廣場（行政院衛生署嘉義醫院原址）
- 臺灣嘉義地方法院嘉義簡易庭（308之1號）
- 農業部林業及自然保育署阿里山林業鐵路及文化資產管理處（308號，法務部調查局嘉義市調查站原址）
- 嘉義市政府消防局第一分隊（287號）
- 嘉義秀泰廣場（299號）
- 北香湖公園（公3主題公園）
- 嘉義市肉品市場（1091號）